# Antonio Ruiz ''El Sombrerero''
Antonio Ruiz Serrano, conocido como El Sombrerero,(Sevilla, 24 de marzo de 1783 - ibídem, 20 de julio de 1860), fue un matador de toros español de finales del siglo XVIII y principios del XIX.

## Trayectoria profesional
Comenzó como banderillero en la cuadrilla de Curro Guillén en 1816. Tomó la alternativa en Madrid el 16 de mayo con el ilustre torero Jerónimo José Cándido como padrino.
La ausencia de figuras destacadas del toreo durante esos tiempos, le permitió destacar en las plazas, cosa que después no podría hacer. De 1820 a 1830 su rivalidad en la plaza fue con Leoncillo en el contexto de un período turbulento de la historia de España caracterizado por el enfrentamiento entre liberales y absolutistas.
La rivalidad entre el Sombrero y Leoncillo se vio exacerbada por cuestiones políticas. El Sombrerero se mostró abiertamente absolutista, mientras que Leoncillo defendió las ideas liberales. Fuera de esta rivalidad no se puede decir que el Sombrerero fuese una gran estrella, pero se recuerdan sus bellas estocadas y su manejo del capote.
La constitución de Cádiz fue abolida en 1823. El Sombrerero se puso de parte de Fernando VII, los contrarios al absolutismo de Fernando VII lo apartaron de por vida de las plazas. En 1832 sufre una cogida lo que le obliga a abandonar temporalmente los ruedos. Ante la falta de corridas, le ruega al rey Fernando que le contraten para torear, consiguiendo torear en alguna faena más. En 1835 debido a la llegada al poder de los liberales, se le prohíbe torear. Se dedica al negocio de semillas, aceite y granos, pero el cambio político liberal perjudica sus intereses por ser un declarado absolutista, y se arruina. Después se retira a Sevilla llevando una vida complicada donde finalmente muere en el Hospital de San Jorge en 1860.

## Otros datos
Sus buenas relaciones con el poder en las postrimerías del régimen absoluto de Fernando VII hacen que sea nombrado profesor ayudante de la Escuela de Tauromaquia de Sevilla, que se fundaba entonces.